# Governo Provisório da República da China

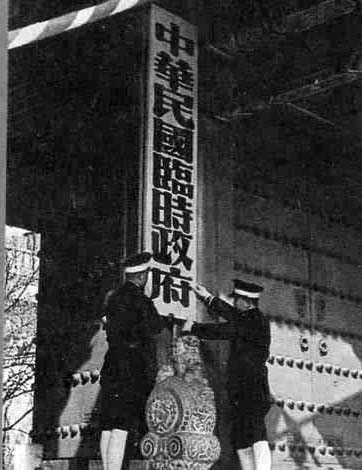
A placa do governo apresentada em Zhongnanhai em Pequim, em 14 de dezembro de 1937.

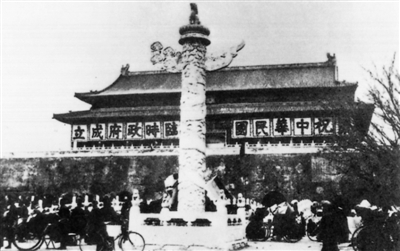
As placas na Porta de Tiannamen procedentes da fundação do governo em 1937.

Governo Provisório da República da China (chinês tradicional: 中華民國臨時政府, chinês simplificado: 中华民国临时政府, pinyin: Zhōnghuá Mínguó Línshí Zhèngfǔ, ou em japonês:  Chūka Minkoku Rinji Seifu) foi um governo provisório chinês protegido pelo Japão que existiu entre 1937 a 1940  durante a Segunda Guerra Sino-Japonesa.

## História
Depois da conquista do norte da China, o Quartel-General Imperial japonês autorizou a criação de um regime colaboracionista como parte de sua estratégia geral para estabelecer uma zona tampão autônoma entre a China e o Manchukuo controlado pelos japonese. Nominalmente controlava as províncias de Hebei, Shandong, Shanxi, Henan e Jiangsu. 
O Governo Provisório da República da China foi oficialmente instaurado por Wang Kèmǐn, ex-ministro das Finanças do Kuomintang, em 14 de dezembro de 1937, com sua capital em Pequim. Wang foi auxiliado por Tang Erho, que atuou como presidente do Yuan Legislativo e Ministro da Educação.
Suas atividades foram cuidadosamente prescritas e supervisionadas por assessores fornecidos pelo Exército Japonês da Área Norte da China. O fracasso dos japoneses em dar qualquer autoridade real ao Governo Provisório o desacreditou aos olhos dos habitantes locais, e fez a sua existência utilitária somente para propaganda limitada às autoridades japonesas.
O Governo Provisório seria, juntamente com o Governo Reformado da República da China, incorporado ao Governo Nacional Reorganizado de Wang Jingwei baseado em Nanquim  em 30 de março de 1940., mas em termos práticos, na verdade, manteve-se praticamente independente sob o nome do "Comissão de Assuntos Políticos do Norte da China" (華北政務委員會) até o final da guerra.